# 만해사상실천선양회
만해사상실천선양회는 대한불교조계종 종지를 신수봉행하며 사회일반이익에 공여하고 불교진흥발전을 위하여 민족의 위대한 지도자 만해 한용운의 민족자주정신, 불교의 현실참여 정신 및 문학사적 업적을 오늘에 되살려 연구하고 기림으로써 민족문화창달을 도모하고, 장학사업을 병행하여 건전한 정신과 투철한 국가관을 가진 선도적 인재를 양성함과 불교행사의 지원하기 위하여 2002년 7월 29일 설립된 문화체육관광부 소관의 재단법인이다. 사무실은 강원특별자치도 인제군 북면 용대리 690에 있다.

## 주요 사업
- 만해상의 제정 및 시상
- 만해축전의 주최
- 의상, 만해연구원 및 만해학회의 설립 및 지원
- 만해사상실천회보 및 간행 등 출판사업
- 기타 만해 위업의 연구를 통한  민족문화의 전승, 선양사업 및 장학사업, 복지사업과 각종 문화, 학술단체의 지원사업
- 기타 법인의 목적달성에 필요한 사업